# Rozvoz jídla

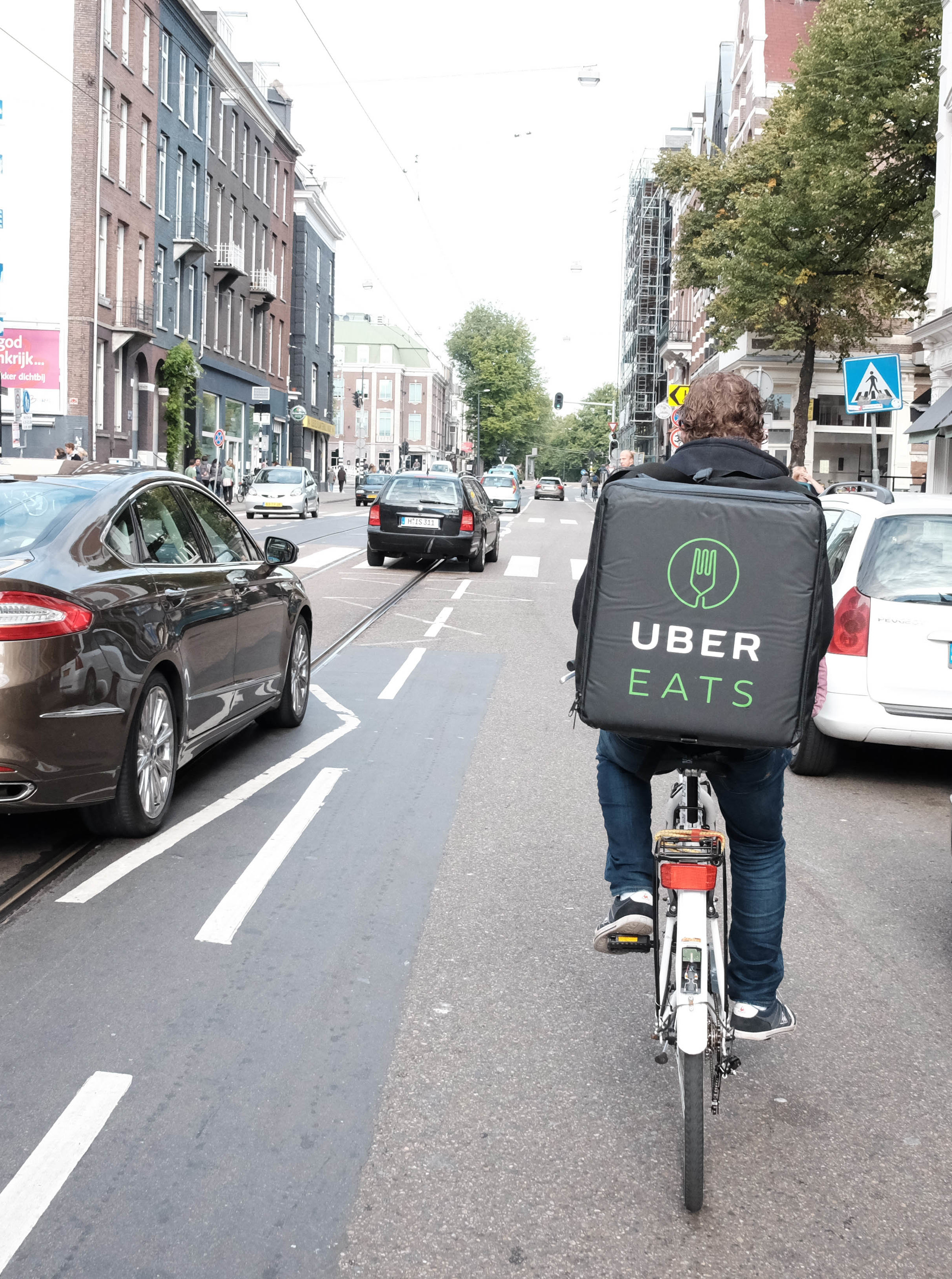
Kurýr z Uber Eats veze jídlo

Rozvoz jídla je služba, kdy restaurace či jiná firma dodá kurýrní službou jídlo zákazníkovi. Dodávání jídla rozvozem ale produkuje více emisí než osobní odběr. Objednávku lze obvykle provést telefonicky, přes webové stránky nebo mobilní aplikaci, případně prostřednictvím služby třetí strany pro objednávání jídla. Doručené položky mohou zahrnovat polévky, hlavní jídla, přílohy, nápoje, dezerty či potraviny a běžně jsou doručovány v krabicích nebo taškách. Doručovatelé zpravidla jezdí autem, na kole nebo na motorových skútrech. 
Kvůli změně zvyků v reakci na uzavírky a omezení způsobené pandemií covid-19 se online dodávky jídla prostřednictvím třetích stran staly rostoucím odvětvím, které způsobilo revoluci v doručování. K realizaci rozvozů se začaly využívat i nové technologie, jako jsou autonomní vozidla. 
Zákazníci si mohou v závislosti na doručovací společnosti zvolit, zda chtějí platit online nebo osobně, v hotovosti nebo platební kartou. Za doručení se často účtuje jednorázový poplatek společně s cenou objednaného zboží. V některých případech, v závislosti na situaci, se neúčtují žádné poplatky za doručení. U rozvážkové služby je také běžné dávat spropitné. Další možností může být bezkontaktní doručení. 

## Historie
První služba rozvozu jídla byla zaznamenána v roce 1768 v Koreji, kdy se doručovalo Nengmjon (studené nudle). V 19. století se pro město Jangsan rozvážela také Haejangguk (polévka na kocovinu). V roce 1906 se v korejských novinách poprvé objevily reklamy na rozvoz jídla a cateringové služby, což ukazuje na rostoucí popularitu těchto služeb.

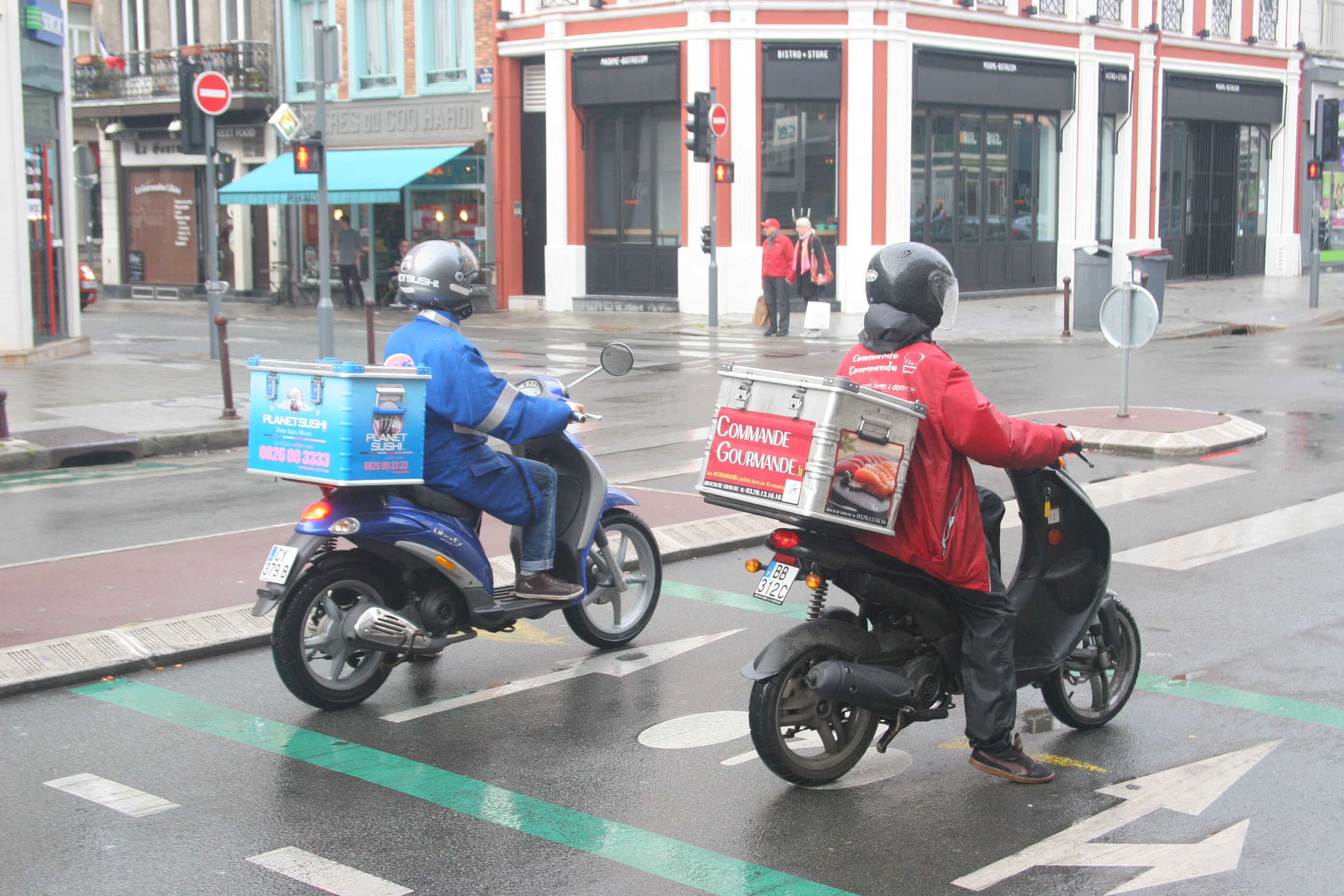

V roce 1962 začala rybárna v Edinburghu rozvážet rybí, kuřecí a hamburgery po celé metropolitní oblasti pomocí rozvoz automobilů. Jídlo bylo doručováno ve speciálních nerezových izolačních nádobách, aby zůstalo teplé a chutné. Tento inovativní přístup předznamenal moderní rozvoz jídla, který dnes zahrnuje různé typy kuchyní a způsoby doručení.
Rozvoz jídla se od té doby stal globálním fenoménem, kdy se technologie a logistika neustále vyvíjejí. Dnes je možné si objednat jídlo z tisíců restaurací prostřednictvím mobilních aplikací a webových stránek, přičemž rozvoz je zajišťován nejen tradičními doručovateli, ale také autonomními vozidly a drony.

## Příklady
Kurýrní rozvoz jídla provádí:
- Bolt Food
- Foodora
- Košík.cz
- Wolt
- Uber Eats